# No Other
Az 1974-es No Other Gene Clark negyedik szólólemeze. Megjelenésekor hatalmas kritikai és kereskedelmi kudarcnak számított. Néhány évvel Clark 1991-es halála után jelent meg egy válogatás három dallal a No Other-ről. 2000-ben megjelent a No Other új kiadása. Az album szerepel az 1001 lemez, amit hallanod kell, mielőtt meghalsz című könyvben.

## Az album dalai
| 1. | Life's Greatest Fool  | Gene Clark          | 4:44 |
| 2. | Silver Raven          | Clark               | 4:53 |
| 3. | No Other              | Clark               | 5:08 |
| 4. | Strength of Strings   | Clark               | 6:31 |
| 5. | From a Silver Phial   | Clark               | 3:40 |
| 6. | Some Misunderstanding | Clark               | 8:09 |
| 7. | The True One          | Clark               | 3:58 |
| 8. | Lady of the North     | Doug Dillard, Clark | 6:04 |

| 9.  | Train Leaves Here This Morning              | Bernie Leadon, Clark | 4:59 |
| 10. | Life's Greatest Fool (alternatív változat)  | Clark                | 4:16 |
| 11. | Silver Raven (alternatív változat)          | Clark                | 3:06 |
| 12. | No Other (alternatív változat)              | Clark                | 5:35 |
| 13. | From a Silver Phial (alternatív változat)   | Clark                | 3:42 |
| 14. | Some Misunderstanding (alternatív változat) | Clark                | 5:17 |
| 15. | Lady of the North (alternatív változat)     | Doug Dillard, Clark  | 5:54 |

## Közreműködők
- Gene Clark – gitár, ének
- Chris Hillman – mandolin
- Jesse Ed Davis – gitár
- Stephen Bruton – gitár
- Bill Cuomo – orgona
- Craig Doerge – billentyűk
- Howard "Buzz" Feiten – gitár
- Danny Kortchmar – gitár
- Russ Kunkel – dob
- Joe Lala – ütőhangszerek
- Ted Machell – cselló
- Jerry McGee – gitár
- Lee Sklar – basszusgitár
- Butch Trucks – dob
- Michael Utley – billentyűk
- Richard Greene, Beryl Marriott – hegedű
- Sherlie Matthews, Cindy Bullens, Ronnie Barron, Clydie King, Claudia Lennear, Venetta Fields, Timothy B. Schmit, Carlena Williams – háttérvokál